# Weißflügel-Sturmvogel
Der Weißflügel-Sturmvogel (Pterodroma leucoptera) ist ein Sturmvogel der umfangreichen Gattung der Hakensturmtaucher.
Es sind zwei Unterarten des Weißflügel-Sturmvogels anerkannt; Pt. l. leucoptera und Pt. l. caledonica.

## Erscheinungsbild
Weißflügel-Sturmvögel werden im Schnitt etwa 29 cm groß und 175 g schwer. Die Flügelspannweite beträgt etwa 70 cm. Sie weisen eine schwarze Kappe auf, die sich über die Augenpartien, den Nacken und den Hals erstreckt, wo sich diese etwas nach unten zieht. Ansonsten ist die Oberseite der Vögel grau mit einem dunkelgrauen V-förmigen Muster. Die Unterseite des Vogels ist größtenteils weiß. Die Flügelränder sind dunkel und ein dunkler, schmaler werdender Balken zieht sich von den Flügelspitzen Richtung Körpermitte. Der Schwanz ist kurz und rund.

## Verbreitung

Verbreitungsgebiet

Die Unterart Pt. l. leucoptera brütet auf Cabbage Tree Island und auf Boondelbah Island, zwei zu New South Wales gehörenden benachbarte Inseln an der australischen Küste. Ursprünglich brüteten die Vögel nur auf Cabbage Tree Island. Nachdem einige Vögel 1995 von selbst auf Boondelbah Island brüteten, erfolgte 1999 und 2000 die Umsiedlung mehrerer hundert Küken von Cabbage Tree Island nach Boondelbah Island, um einen zweiten Niststandort zu etablieren und die Art zu sichern. Die Etablierung des zweiten Brutstandortes verlief erfolgreich.
Die Unterart Pt. l. caledonica brütet in Neukaledonien.
Während der Brutzeit sind nichtbrütende Vögel im Bereich der Tasmansee von Tasmanien bis zur Foveauxstraße in Süd-Neuseeland anzutreffen. Von Juli bis Oktober wandern die Vögel in den tropischen Ost-Pazifik, besonders in den Bereich der Galapagos-Inseln.
Die Art wird von der IUCN auf der Roten Liste gefährdeter Arten als vulnerable (engl. für  gefährdet) eingestuft.

## Belege
1. ↑  IOC World Bird List, Multilingual Version, Januar 2018
2. ↑  The Clements Checklist of Birds of the World, August 2017
3. 1 2  Barrie Heather, Hugh Robertson: The Field Guide to the Birds of New Zealand. Penguin Book, 2015, ISBN 978-0-14-357092-9, S. 256f
4. ↑  Pterodroma leucoptera. In: BirdLife International (Hrsg.): The IUCN Red List of Threatened Species. e.T22697970A132615952, 2018, ISSN 2307-8235, doi:10.2305/IUCN.UK.2018-2.RLTS.T22697970A132615952.en (englisch).
5. ↑  Gould's Petrel Recovery Plan, Department of Environment and Conservation (NSW), 2006
6. ↑  The IUCN Red List of Threatened Species. Version 2017-3.